# Höchstädt an der Donau
Höchstädt an der Donau est une ville de Bavière (Allemagne), située dans l'arrondissement de Dillingen, dans le district de Souabe, sur le Danube.

## Histoire
| Appartenances historiques Duché de Bavière 907–1255 Duché de Haute-Bavière 1255–1353 Duché de Bavière-Landshut 1353-1392 Duché de Bavière-Ingolstadt 1392-1447 Duché de Bavière-Landshut 1447-1505 Duché de Palatinat-Neubourg 1505–1808 Royaume de Bavière 1808–1918 République de Weimar 1918–1933 Reich allemand 1933–1945 Allemagne occupée 1945–1949 Allemagne 1949–présent |

Elle fut le théâtre de trois batailles :
Villars et l'électeur de Bavière y battent les Impériaux le 20 septembre 1703, Marlborough et le prince Eugène, le maréchal de Tallard le 13 août 1704 et Moreau y vainc les Autrichiens le 19 juin 1800.

## Personnalité
- Hermann Beckler (1828-1914), médecin, explorateur et botaniste, né à Höchstädt.